# Katherine De Hetre
Katherine Jean De Hetre (* 18. September 1946 in Compton, Kalifornien; † 29. Dezember 2007 ebenda) war eine US-amerikanische Schauspielerin.

## Leben und Karriere
Katherine De Hetre war die Tochter von Gertrude De Hetre und hatte eine Schwester namens Molly. Ihre Mutter hatte holländische Vorfahren, ihr Vater war irisch-schottischer Abstammung.
1971 machte sie ihren Abschluss an der Yale School of Drama; während ihrer Studienzeit spielte sie unter anderem Bunny Barnham in Terrence McNallys Where Has Tommy Flowsers Gone?
Sie wurde vor allem durch Film- und Fernsehrollen in den 1980er Jahren bekannt. 1972 spielte sie Patricia Bates in Romulus Linneys The Love Suicide at Schofield Barracks und 1975 Letta und Miss Forsythe in Arthur Millers Tod eines Handlungsreisenden am Broadway.
Am 29. Dezember 2007 befand sich Katherine De Hetre auf der Heimfahrt zu ihrer Familie in Südoregon, als sie auf der Route 101 nördlich von Los Angeles in einen Autounfall verwickelt wurde, an dessen Folgen sie im Alter von 61 Jahren verstarb; sie wurde in Compton beigesetzt.
De Hetre war von 1983 – bis zu ihrem Tod – mit dem Schauspieler Charles Levin verheiratet; aus dieser Beziehung stammen die beiden Söhne Ben und Jesse. De Hetre wurde von ihrer Mutter, ihrer Schwester, ihrem Ehemann und ihren beiden Söhnen überlebt.

## Filmografie
- 1979: The Promise
- 1979: Meteor
- 1979: Willkommen, Mr. Chance (Being There)
- 1980: Joni
- 1981: Callie & Son
- 1981: Kein Mord von der Stange (Looker)
- 1983: Quincy (Fernsehserie)
- 1983: M.A.D.D.: Mothers Against Drunk Drivers
- 1987: Mord ist ihr Hobby (Murder, She Wrote) (Fernsehserie)